# Quecksilber(I)-oxid
Quecksilber(I)-oxid (Quecksilberoxydul) Hg2O ist eine instabile chemische Verbindung und neben Quecksilber(II)-oxid eines der beiden Oxide des Quecksilbers.

## Gewinnung und Darstellung
Quecksilber(I)-oxid bildet sich bei der Reaktion von Quecksilber(I)-nitrat mit Kalilauge. Dabei bildet sich zunächst das ebenfalls instabile Quecksilber(I)-hydroxid Hg2(OH)2. Dieses zerfällt unter Abspaltung von Wasser zu Quecksilber(I)-oxid.

## Eigenschaften
Quecksilber(I)-oxid ist sehr instabil und zerfällt durch Licht oder Wärme zu elementarem Quecksilber und Quecksilber(II)-oxid.
Die Verbindung ist in Wasser unlöslich, löslich ist sie dagegen in Salpetersäure.